# Capitanía General de Granada
La Capitanía General de Granada fue un oficio español encargado del mando, de la organización y de la jurisdicción del ejército en el Reino de Granada. 

## Historia
La Capitanía de Granada fue creada tras la conquista completa del reino nazarí de Granada en 1492, siendo la primera de su índole creada en la Corona de Castilla. Su principal cometido era la defensa costera del reino, amenazado desde África, y el control sobre la población mudéjar, llamada morisca a partir de 1502. Recayó como cargo vitalicio y hereditario en los marqueses de Mondéjar, alcaides de la Alhambra, y su sede se instaló en dicha fortaleza. 
Aunque la Casa de Mondéjar apenas tenía señoríos en el reino de Granada (que se limitaban a Agrón), la Capitanía General permitió a la casa nobiliaria tejer una fuerte red clientelar y de patronazgo en dicho territorio. A ello debió contribuir notablemente su parentesco con la Casa del Cenete y con la Casa del Infantado, las tres del linaje de los Mendoza. Tanto el duque del Infantado como el marqués del Cenete, posteriormente unidos en la misma persona, sí que tenían un abundante número de señoríos jurisdiccionales en el reino. Sin embargo los enfrentamientos jurisdiccionales entre el capitán general y el señor feudal más poderoso del reino de Granada, el marqués de los Vélez, Capitán General del Reino de Murcia, fueron constantes. Asimismo fueron frecuentes en este periodo las conflictos y disputas entre la Capitanía, la Chancillería de Granada y los concejos municipales. El funcionamiento de la Capitanía General como tribunal militar y la subsiguiente utilización del fuero militar, sirvió en ocasiones para eludir la justicia ordinaria. 
La Capitanía General de Granada estuvo durante tres generaciones en manos de los marqueses de Mondejár, hasta que el III marqués fue privado de dicho cargo por mandato real en 1570, en castigo por su actuación al frente del ejército durante la Rebelión de las Alpujarras. Durante este periodo la Capitanía General de Granada fue un órgano con atribuciones militares, gubernativas y políticas, que sin embargo fue devaluado desde el punto de vista político por decisión real en 1574, cuando pasó a denominarse Capitanía General de la Costa y fue relegada a una función estrictamente militar.

## Capitanes generales de Granada
- Íñigo López de Mendoza y Quiñones, I capitán general de Granada;
- Luis Hurtado de Mendoza y Pacheco, II capitán general de Granada;
- Íñigo López de Mendoza y Mendoza, III y último capitán general de Granada.